# Park Narodowy Karola Darwina
Park Narodowy Karola Darwina, Charles Darwin National Park – park narodowy utworzony w roku 1998, położony w miejscowości Darwin, na obszarze Terytorium Północnego w Australii.